# Los Guardados
Los Guardados (en asturiano y oficialmente: ‘’’Los Guardaos’’’) es un lugar que pertenece a la parroquia de Valliniello en el concejo de Avilés (Principado de Asturias). Se encuentra a 53 m s. n. m. y está situada a 11,20 km de la capital del concejo, Avilés. 

## Población
En 2020 contaba con una población de 6 habitantes (INE 2020) repartidos en 8 viviendas.